# AS Dragons FC de l’Ouémé
Association Sportive Dragons Football Club de l'Ouémé ist ein beninischer Fußballverein aus Porto-Novo.

## Geschichte
Der Verein ist mit 12 Meisterschaftstiteln der Rekordmeister des Championnat du Bénin. Zudem gewann die Mannschaft sechsmal den Nationalen Pokal. In der Saison 1987 erreichten die Dragons de l'Oueme mit ihrem Dream Team aus den Stars Abédi Pelé, Peter Rufai, Bashirou Gangbo und Kingston Ashabi unter der Leitung des damaligen Vereinspräsidenten Moucharaf Gbadamassi das Halbfinale des African Cup Winners’ Cup. Im entscheidenden Halbfinale verloren jedoch die Dragons das Spiel gegen den kenianischen Meister Gor Mahia mit 2:3.

## Erfolge
- Beninischer Meister: 1978, 1979, 1982, 1983, 1986, 1989, 1993, 1994, 1998, 1999, 2002, 2003
- Beninischer Pokalsieger: 1984, 1985, 1986, 1990, 2006, 2011
- Benin-Independence-Cup-Sieger: 2000

### Präsidenten
- Gbadamassi Moucharaf (1982–2000)

### Stadion
Der Verein trägt seine Heimspiele im Nationalstadion Stade Charles de Gaulle in Porto-Novo aus, das 15.000 Plätze besitzt.

## Bekannte Spieler
Alle hier genannten Spieler waren Nationalspieler ihres Landes
- Guy Akpagba
- Moudachirou Amadou
- Kingston Ashabi
- Rachad Chitou
- Cédric Coréa
- Thomas Djilan
- Djamal Fassassi
- Bashirou Gangbo
- Moussa Latoundji
- Daniel Loute
- Ousmane Makarimi
- Youssouf Nassirou
- Mouri Ogunbiyi
- Jonas Okétola
- Wassiou Oladipupo
- Saadou do-Rego
- Abédi Pelé
- Obadin Aikhena
- Williams Ajuwa
- Peter Rufai

## Ehemalige Trainer
- Moussa Latoundji (2009–2010; Spielertrainer)
- Kabir Nassirou (2010)
- Hounguè Toudonou (2011)

## Statistik in den CAF-Wettbewerben
| Wettbewerb                          | Runde         | Gegner                     | Hinspiel | Rückspiel           |
| ----------------------------------- | ------------- | -------------------------- | -------- | ------------------- |
| African Cup of Champions Clubs 1979 | 1. Runde      | Africa Sports National     | 0:2 (H)  | 1:3 (A)             |
| African Cup of Champions Clubs 1980 | 1. Runde      | MC Alger                   | 0:0 (H)  | 0:3 (A)             |
| African Cup of Champions Clubs 1983 | 1. Runde      | Canon Yaoundé              | 0:2 (A)  | 1:0 (H)             |
| African Cup of Champions Clubs 1984 | Qualifikation | US Ouagadougou             | 2:0 (A)  | 3:1 (H)             |
|                                     | 1. Runde      | AS Real Bamako             | 2:2 (A)  | 2:0 (H)             |
|                                     | 2. Runde      | Maghreb Fez                | 0:3 (A)  | 1:0 (H)             |
| African Cup Winners’ Cup 1985       | Qualifikation | Atlético Malabo            | 8:0 (H)  | 2:1 (A)             |
|                                     | 1. Runde      | CS Imana Kinshasa          | 3:1 (H)  | 0:1 (A)             |
|                                     | 2. Runde      | Dihep di Nkam              | 1:0 (H)  | 1:2 (A)             |
|                                     | Viertelfinale | al-Ahly Kairo              | 1:1 (H)  | 0:4 (A)             |
| African Cup Winners’ Cup 1986       | 1. Runde      | Abiola Babes               | 2:0 (H)  | nicht ausgetragen   |
| African Cup Winners’ Cup 1987       | 1. Runde      | CO Kokande Boké            | 3:0 (A)  | 4:1 (H)             |
|                                     | 2. Runde      | USM Nzambi Libreville      | 1:0 (H)  | 0:1 (A) / 4:2 n. e. |
|                                     | Viertelfinale | Vital’O FC                 | 2:0 (H)  | 0:1 (A)             |
|                                     | Halbfinale    | Gor Mahia FC               | 0:0 (H)  | 2:3 (A)             |
| African Cup of Champions Clubs 1990 | Qualifikation | Mighty Barolle FC          | 0:0 (H)  | 0:3 (A)             |
| African Cup Winners’ Cup 1991       | 1. Runde      | BCC Lions                  | 2:0 (H)  | 0:3 (A)             |
| CAF Cup 1992                        | 1. Runde      | Real Tamale United         | 0:1 (A)  | 1:0 (H) / 6:5 n. e. |
|                                     | 2. Runde      | ASMO Libreville            | 0:0 (H)  | 0:3 (A)             |
| African Cup Winners’ Cup 1993       | 1. Runde      | Olympic Niamey             | 4:0 (H)  | 2:2 (A)             |
|                                     | 2. Runde      | JS Kabylie                 | 0:4 (A)  | 3:0 (H)             |
| CAF Cup 1996                        | 1. Runde      | SO Armée Abidjan           | 0:2 (A)  | 0:1 (H)             |
| African Cup Winners’ Cup 1998       | Qualifikation | Gazelle FC                 | 4:1 (H)  | 2:2 (A)             |
|                                     | 1. Runde      | BCC Lions                  | 0:3 (A)  | 3:0 (H) / 4:3 n. e. |
|                                     | 2. Runde      | Africa Sports National     | 0:3 (A)  | 1:3 (H)             |
| CAF Champions League 1999           | Qualifikation | USFA Ouagadougou           | 0:2 (A)  | 1:0 (H)             |
| CAF Champions League 2000           | Qualifikation | Gambia Ports Authority FC  | 2:0 (H)  | 1:1 (A)             |
|                                     | 1. Runde      | Raja Casablanca            | 1:3 (A)  | 2:2 (H)             |
| CAF Champions League 2003           | Qualifikation | Wallidan Banjul            | 0:1 (A)  | 0:0 (H)             |
| CAF Champions League 2004           | Qualifikation | AS Douanes de Lomé         | 1:1 (H)  | 0:0 (A)             |
| CAF Confederation Cup 2007          | Qualifikation | Kwara United               | 0:1 (H)  | 0:2 (A)             |
| CAF Confederation Cup 2012          | Qualifikation | Étoile Filante Ouagadougou | 1:0 (H)  | 0:2 (A)             |

- 1986: Der AS Dragons d’Oueme stellte im ersten Spiel einen nicht spielberechtigten Spieler auf. Der Verein wurde vor dem 2.Spiel disqualifiziert.
- 1988: Der AS Dragons d’Oueme zog seine Mannschaft nach der Auslosung aus dem Wettbewerb zurück.
- 1994, 1995 und 1997: Der Verein zog seine Mannschaft nach der Auslosung aus dem Wettbewerb zurück.